# Archibald Gordon Macdonell
Archibald Gordon Macdonell (ur. 3 listopada 1895 w Pune (Indie), zm. 16 stycznia 1941 w Oksfordzie) – brytyjski pisarz powieści satyrycznych i kryminałów.

## Życiorys
Macdonell urodził się w Pune w Indiach w szkockiej rodzinie jako młodszy syn Williama Roberta Macdonella, LL.D, kupca z Indii Wschodnich i prezesa izby handlowej w Bombaju oraz Alice Elizabeth, córki młynarza i kolekcjonera dzieł sztuki Johna Forbesa White’a, który kształcił się jako lekarz. Następnie rodzina mieszkała w Aberdeen. W czasie I wojny światowej, w latach 1916–1918, służył w stopniu porucznika w Królewskiej Artylerii Pieszej 51 dywizji szkockiej. Po wojnie, w latach 1922–1927, pracował w Genewie w sekretariacie Ligi Narodów. Był także członkiem londyńskiego Sherlock Holmes Society.
Jest autorem nowel i powieści kryminalnych. Napisał m.in. England, their England (1933) oraz Napoleon i jego marszałkowie (Napoleon and his Marschals, 1934; wyd. pol. 1938).
Zginął podczas niemieckiego bombardowania Oksfordu 16 stycznia 1941 roku, w czasie II wojny światowej.